# Nathan Woodward
Nathan Woodward (né le 17 octobre 1989) est un athlète britannique spécialiste du 400 mètres haies.

## Carrière
Début juillet 2011, Nathan Woodward établit l'une des meilleures performances mondiales de l'année sur 400 m haies en réalisant le temps de 48 s 71 lors du meeting de La Chaux-de-Fonds. Il remporte peu après la médaille d'argent des Championnats d'Europe espoirs d'Ostrava derrière son compatriote Jack Green.

### Palmarès
| Date | Compétition                   | Lieu     | Résultat | Performance |
| ---- | ----------------------------- | -------- | -------- | ----------- |
| 2011 | Championnats d'Europe espoirs | Ostrava  | 2e       | 49 s 28     |
| 2012 | Championnats d'Europe         | Helsinki | 7e       | 50 s 20     |

### Records
| Épreuve     | Performance | Lieu              | Date           |
| ----------- | ----------- | ----------------- | -------------- |
| 400 m haies | 48 s 71     | La Chaux-de-Fonds | 3 juillet 2011 |